# Ники-Хита
Ники-Хита (чечен. НикӀи-ХитӀа) — село в Курчалоевском районе Чеченской Республики. Входит в состав Регитинского сельского поселения.

## География
Село расположено в верховьях реки Бох-Джага, в 11 км к юго-западу от районного центра — Курчалой и в 60 км к юго-востоку от города Грозный.
Ближайшие населённые пункты: на северо-западе — село Автуры, на севере — село Гелдагана, на северо-востоке — город Курчалой, на востоке — село Джагларги, на юго-востоке — сёла Регита и Марзой-Мохк и на западе — село Сержень-Юрт.

## Население
| 1990 | 2002 | 2010 |
| ---- | ---- | ---- |
| 318  | ↗320 | ↗657 |